# Орлан-3М
«Орлан-3М» — российский беспилотный летательный аппарат для проведения видеосъёмки.
БПЛА «Орлан-3М» предназначен для использования в качестве носителя при разработке авиационных комплексов для выполнения аэрофото- и видеосъемки панорамной и плановой, а также для других похожих задач.
Конструктивное исполнение с модульной архитектурой позволяет оперативно менять полезные нагрузки БПЛА и варьировать состав бортового оборудования. А герметичное исполнение модуля системы управления и полезной нагрузки существенно продлевает срок службы дорогостоящего оборудования при регулярной эксплуатации беспилотника.
Высокая устойчивость и хорошая управляемость допускают использование БПЛА "Орлан-3М" в сложных метеоусловиях и с ограниченных площадок.
Компоновочная схема с силовой установкой на пилоне беспилотника наилучшим образом соответствуют решаемым задачам и обеспечению безопасности персонала. Дополнительный объем внутри консолей крыла беспилотника позволяет разместить на борту БПЛА широкий спектр контрольно-измерительной аппаратуры.
Информационно-измерительная аппаратура и САУ АПС 2.2 обеспечивают видео- и фотосъемку в сочетании с регистрацией текущих параметров (координаты, высота, номер кадра и т.д.), что значительно облегчает последующую обработку, а главное, позволяет автоматизировать процесс сшивки отдельных кадров.
На БПЛА устанавливаются фотокамера, видеокамера, тепловизор и гиростабилизированная телевизионная камера.
Наличие генератора на борту беспилотного летательного аппарата позволяет использовать активные нагрузки в течение всего полета.
С одного НПУ обеспечивается одновременное управление до 4 БПЛА.
Любой БПЛА может работать в качестве ретранслятора для остальных.

## Характеристики
Основные характеристики:
- Взлетная масса, кг — 7
- Масса полезной нагрузки, кг — до 1.8
- Двигатель — ДВС (метанол)
- Способ старта — с разборной катапульты
- Способ посадки — на парашюте
- Воздушная скорость, км/ч — 70-150
- Макс. продолжительность полета, мин — 180
- Макс. дальность применения комплекса, км — 100
- Макс. высота полета над уровнем моря, м — 7000
- Макс. допустимая скорость ветра на старте, м/с — 10
- Диапазон рабочих температур у поверхности земли — от −30 до +40 °C